# Gebetbuch für Herzog Albrecht V.
Das Gebetbuch für Herzog Albrecht V. (auch bekannt als Codex Vindobonensis Palatinus 2722) ist eine Mitte der 1430er Jahre (aber vor Ende des Jahres 1437) in Wien oder Klosterneuburg entstandene Handschrift, die als Gebetbuch für die private Andacht von Herzog Albrecht V. von Österreich (ab 1438 als deutscher König Albrecht II.) bestimmt war.

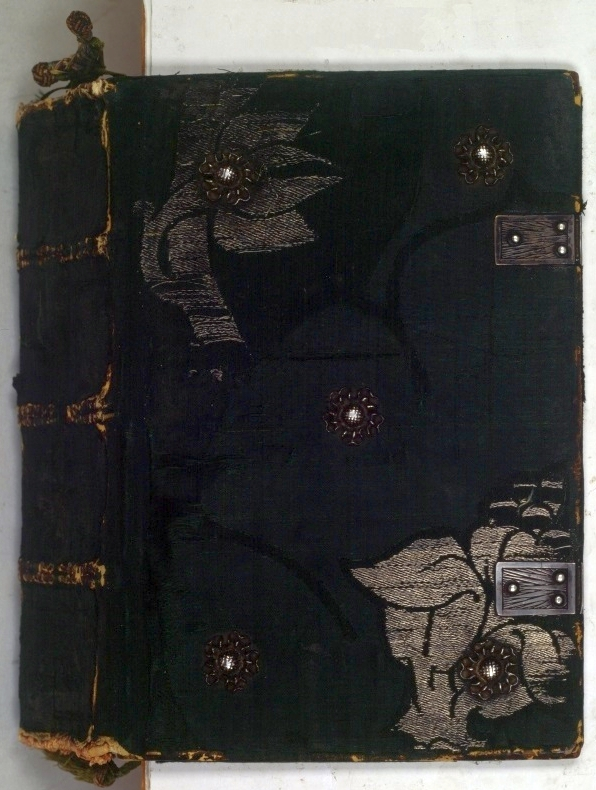
Der vordere Einbanddeckel des Codex 2722

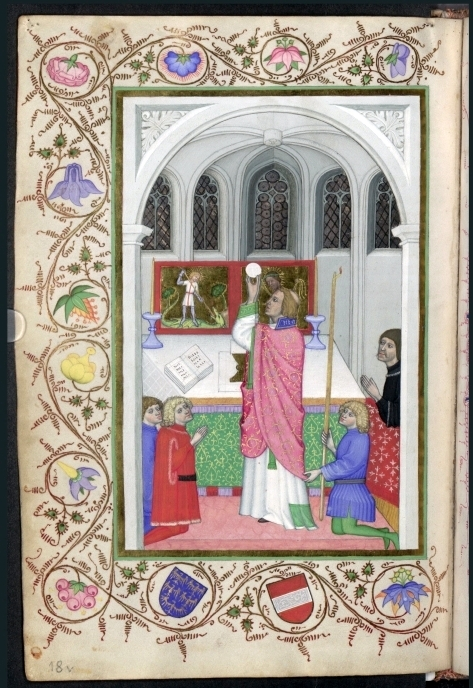
Darstellung der Heiligen Messe mit Herzog Albrecht V., der, halb verdeckt, am rechten Rand des Bildes betet. In der Rankenbordüre unten sind die Wappen Altösterreich und Neuösterreich abgebildet.

## Beschreibung
Die Handschrift ist ein kostbar illuminiertes Gebetbuch, das zu den bedeutendsten Schätzen aus habsburgischem Bücherbesitz zählt und heute im Bestand der Österreichischen Nationalbibliothek ist. Das reich bebilderte Werk ist das früheste erhaltene seiner Art für einen österreichischen Herrscher und das erste deutsche Fürstengebetbuch im österreichischen Raum.

### Geschichte der Handschrift
Die Verwendung des Fünf-Adler-Wappens und des Bindenschilds geben einen Hinweis auf die Entstehungszeit, die vor der Wahl Albrechts zum König von Ungarn am 18. Dezember 1437 liegen muss. Vermutlich war die Handschrift nach Albrechts Tod 1439 zuerst im Besitz seines Sohnes Ladislaus Postumus. Nach dessen Tod 1457 ging sie an den Erben Kaiser Friedrich III. über. Es sind nur zwei Besitzvermerke aus neuerer Zeit eingetragen: ein 1583 datierter Namenseintrag von Madlena von Herberstorff und 1752 die Signatur Theol. 961 der Hofbibliothek in Wien; Michael Denis nahm das Werk 1795 in den Katalog der Hofbibliothek auf. Die Eigentumsverhältnisse sind nicht mehr genau nachvollziehbar; aus dem Besitz der protestantischen Adeligen aus ihrem Schloss in Allerheiligen bei Wildon kam es in die Grazer Schlossbibliothek und gelangte wohl unter der Regentschaft von Maria Theresia in die Wiener Hofbibliothek. Im Zuge der Napoleonischen Kriege wurde das Werk 1809 in die Bibliothèque Imperiale nach Paris gebracht und erst 1815 wieder zurückerstattet.

### Urheberschaft
Die Buchmalerei des Gebetbuchs stammt von einem der führenden Wiener Künstler der Spätgotik, der damit sein Hauptwerk schuf. Von dem anonym gebliebenen Urheber, auch Albrechtsminiator genannt, stammen u. a. auch ein anderes Gebetbuch für Herzog Albrecht V. und Auftragswerke für das Stift Klosterneuburg und Kaiser Friedrich III. Wegen dieser bedeutenden Aufträge für den Hof gilt der Albrechtsminiator als Leiter der Hofminiaturenwerkstatt, der damit auch seinen hohen künstlerischen Rang bewies.
Das Fleuronné wurde von einem ebenfalls in Wien in den 1420er bis 1430er Jahren ansässigen, anonym gebliebenen Florator geschaffen.

### Ausstattung
Der vordere Einbanddeckel und der Buchrücken bestehen aus grün-silbernem Seidenbrokatstoff, der die mit braunem Leder überzogenen Holzdeckel überzieht. Auf der Vorder- und der Rückseite sind je fünf rosettenförmige Silberbeschläge angebracht und zwei Schließbleche. Von den Schließen erhielt sich nur die obere. Der Schnitt war ursprünglich rot gefärbt und mit verstreuten blau-grün-gelben Blumenrosetten verziert.
Zur Handschrift gehört auch noch ein – selten erhaltenes – Lesebändchen aus hellgrüner Seide und Lahnsilber.
Der Inhalt besteht aus 221 beschriebenen und zwei unbeschriebenen Pergamentblättern im Format von ca. 20,5–21 × 14,5–15 cm. Die Blattlagen bestehen mehrheitlich aus Quaterniones, die Miniaturen sind als Einzelblätter gelegt. Geschrieben ist es in bairischer Schriftsprache auf einem Schriftspiegel von etwa 14–15,5 × 10–10,5 cm, der meist 27, manchmal auch 28 Zeilen umfasst.
Das äußere Erscheinungsbild des Codex wird von der sehr sorgfältig ausgeführten gotischen Buchschrift, von einem meisterhaften kalligraphischen Buchstabendekor und von 17 ganzseitigen hochqualitativen Miniaturen bestimmt. Die vorherrschenden Farben Gold oder Blau finden sich in der Rubrizierung, den einzeiligen Satzmajuskeln sowie in den zahlreichen Fleuronnéinitialen und in den Lombarden, die mit blauem oder rotem Fleuronné geschmückt sind. Insgesamt gibt es 24 Deckfarbeninitialen bei größeren Textabschnitten, wovon 16 inhaltsbezogene Halbfiguren zeigen.

### Gebetstexte
Die Texte sind ausnahmslos in bairischem Mittelhochdeutsch verfasst, womit das Werk eines der wenigen frühen Zeitdokumente für eine volkssprachliche Religiosität ist.
Der Inhalt besteht aus einer im Spätmittelalter üblichen Mischung von Gebeten für den Gottesdienst entsprechend dem Missale und dem Brevier und für die private Andacht. Dieser Teil an nichtliturgischen Gebeten und Betrachtungen nimmt den größten Raum ein und behandelt römisch-katholische Glaubensinhalte, wie Eucharistie, Passion Christi, Maria und die Heiligen, Buße und Erlösung.
Die Texte sind Übersetzungen aus dem Lateinischen, die überwiegend von Anselm von Canterbury und Johannes von Neumarkt, aber auch von Bernhard von Clairvaux, Petrus Damiani, Hildebert von Lavardin, Eckbert von Schönau und Johannes Milicius stammen.
Incipit: Creator Du schepher aller dinge Got vater allmachtiger Des anegang chainen anuang nimpt …
Explicit: … durch den der chunftig ist zerichten die werlt durch das fewr Amen.

## Galerie

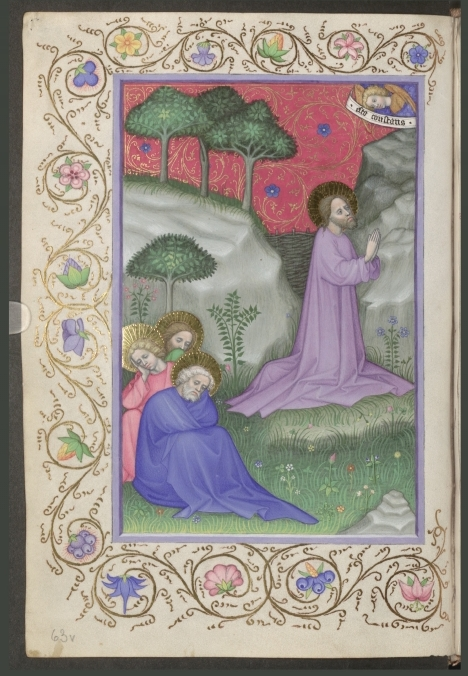
Ölberg, 63v
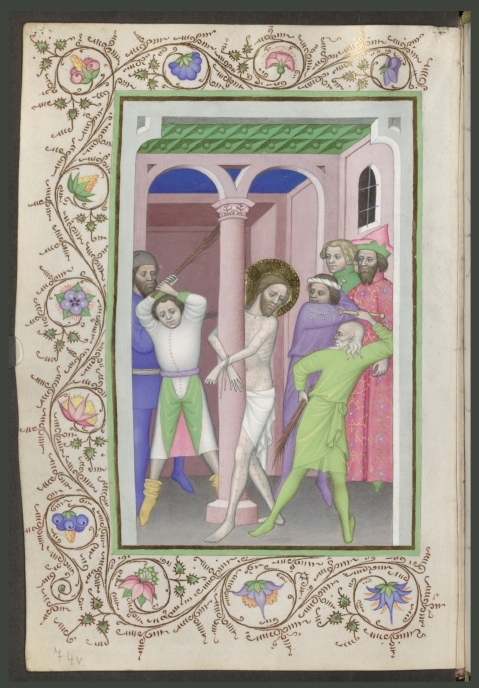
Geißelung, 74v
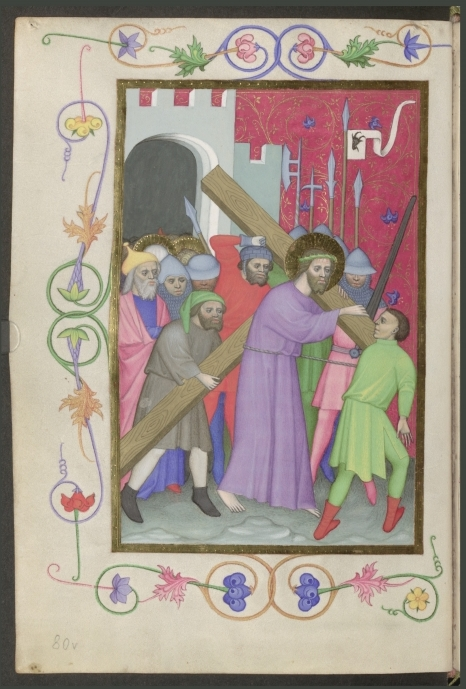
Kreuztragung, 80v
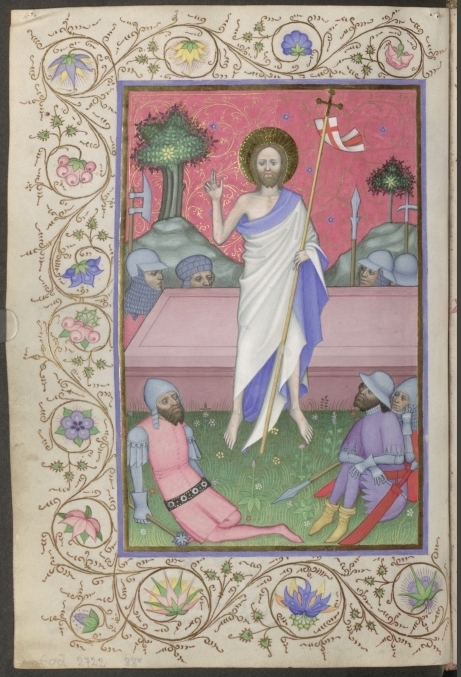
Auferstehung, 88v